# Kyoto (album)
Kyoto è il sesto album in studio del rapper statunitense Tyga, pubblicato nel 2018.

## Tracce
1. Temperature – 3:20
2. Leather in the Rain (featuring Kyndall) – 3:33
3. Come and Ball Wit Me – 3:28
4. Boss Up – 3:46
5. U Cry – 4:23
6. King of the Jungle – 4:53
7. Hard2Look – 3:41
8. I Need a Girl, Pt. 3 – 3:33
9. Train 4 This – 3:25
10. Hot Soup – 3:23
11. Sip a Lil (featuring Gucci Mane) – 4:38
12. Faithful (featuring Tory Lanez) – 4:06
13. Ja Rule & Ashanti – 3:20
14. Holdin On (featuring 24hrs) – 2:32